# Домінік Штольц
Домінік Штольц (нім. Dominik Stolz, нар. 4 травня 1990, Нойендеттельзау, ФРН) — німецький футболіст, півзахисник люксембурзького клубу «Свіфт».

## Ігрова кар'єра
Народився 4 травня 1990 року в місті Нойендеттельзау. Вихованець футбольної школи клубу «Ансбах 09». З 2008 року став виступати за першу команду в Баварській футбольній лізі, п'ятому за рівнем дивізіоні Німеччини, де провів два сезони.
2010 року перейшов у клуб «Гройтер Фюрт», але виступав виключно за дубль у Регіоналлізі Південь (четвертому дивізіоні Німеччини), в якому провів один сезон, взявши участь у 13 матчах чемпіонату, після чого три сезони грав за клуб «Зелігенпортен», з яким 2012 року вийшов до Регіоналліги Баварія.
Влітку 2014 року уклав контракт з клубом «Байройтом», у складі якого у сезоні 2014/15, забивши 23 голи у 34 матчах став найкращим бомбардиром Регіоналліги Баварія, чим зацікавив ряд клубів і по завершенні сезону перейшов у «Зандгаузен» з Другої Бундесліги. Втім на такому високому рівні Штольц не зумів себе проявити, і забив лише 1 гол у семи іграх, а клуб понизився у класі.
Влітку 2016 року підписав контракт з люксембурзьким клубом «Ф91 Дюделанж», з яким у тому ж році виграв «золотий дубль», а у сезоні 2018/19 вперше в історії місцевого футболу домігся з командою виходу в груповий етап Ліги Європи. За клуб з Дюделанжа зіграв в чемпіонаті Люксембургу 75 матчів, в яких забив 28 голів. З 2020 року є гравцем люксембурзького клубу «Свіфт».

## Титули та досягнення
- Чемпіон Люксембургу (4):

«Ф91 Дюделанж»: 2017, 2018, 2019
«Свіфт»: 2023
- Володар Кубка Люксембургу (2):

«Ф91 Дюделанж»: 2017, 2019
- Найкращий бомбардир чемпіонату Люксембургу (1):

«Свіфт»: 2022 (23 голи)